# Fatality (Mortal Kombat)

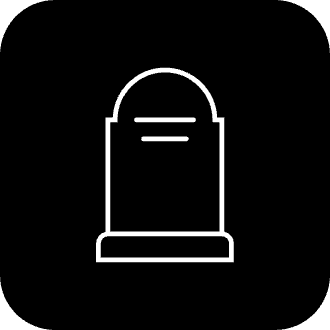
Sub-Zero biểu diễn đòn Fatality "Spine Rip" khét tiếng, gây tử vong cho Scorpion (đòn Fatality yêu thích của Ed Boon và John Tobias) trong bản Mortal Kombat đầu tiên

Fatality (hay còn gọi là đòn kết liễu) là một tính năng lối chơi của loạt trò chơi điện tử đối kháng Mortal Kombat, trong đó Người chiến thắng ở vòng cuối cùng trong một trận đấu sẽ có thể đưa ra đòn kết liễu tàn bạo và cũng là cách kết thúc thỏa mãn nhất để giết chết đối thủ đã bị đánh bại của họ. 
Fatality sẽ đi kèm thông báo nhắc nhở "Finish Him/Her", người chơi có một khoảng thời gian ngắn để thực hiện Fatality bằng cách nhập một nút cụ thể và tổ hợp phím điều khiển, đồng thời được định vị ở một khoảng cách cụ thể từ phía đối thủ. 
Fatality và các nguồn gốc của nó được cho là những đặc điểm đáng chú ý nhất của loạt Mortal Kombat, gây ra tác động lớn về mặt văn hóa và vô vàn tranh cãi.

## Khái niệm
Nguồn gốc của khái niệm kết liễu bắt nguồn từ một số phương tiện truyền thông võ thuật châu Á bạo lực. Trong The Street Fighter (1974), một bộ phim về võ thuật Nhật Bản, Sonny Chiba thực hiện các động tác kết liễu chí mạng bằng tia X, vào thời điểm đó được coi như một mánh lới quảng cáo để tách biệt với các phim võ thuật khác. Trong bộ shōnen manga và anime Fist of the North Star (ra mắt năm 1983) của Nhật Bản, nhân vật chính Kenshiro thực hiện những cái chết đẫm máu dưới hình thức kết liễu, như tấn công vào các điểm áp lực khiến đầu và cơ thể phát nổ, tương tự như trong Mortal Kombat. Bộ seinen manga và anime Riki-Oh (ra mắt năm 1988) của Nhật Bản, cùng với bộ phim chuyển thể hành động Hong Kong Story of Ricky (1991) cũng có những cái chết đẫm máu dưới dạng kết liễu tương tự như những đòn thế sau này xuất hiện trong Mortal Kombat.
Trong khi tạo ra Mortal Kombat, Ed Boon và John Tobias bắt đầu bằng ý tưởng về hệ thống mang phong cách Street Fighter II và giữ lại nhiều quy ước của nó, nhưng chỉnh sửa những thứ khác. Những bổ sung đáng chú ý nhất là hiệu ứng đồ họa máu me, kỹ thuật chiến đấu tàn bạo hơn và đặc biệt là các đòn kết liễu chí mạng (đây là một điểm mới lạ, khi các trò chơi song đấu truyền thống kết thúc bằng việc kẻ thua cuộc chỉ đơn giản là bất tỉnh và người chiến thắng quay mặt tạo dáng với người chơi). Theo Boon, điều này bắt đầu bằng một ý tưởng cho phép người chơi tiếp tục đánh đối thủ đã bị choáng vào cuối trận đấu bằng một "đòn đánh tự do", và ý tưởng đó "nhanh chóng phát triển thành một thứ gì đó ghê tởm." Tobias nhớ lại điều đó theo cách khác: "Ý tưởng đầu tiên của chúng tôi là sử dụng chúng như một đòn kết liễu cho trùm cuối Shang Tsung, người sẽ rút kiếm và chặt đầu đối thủ. Sau đó, chúng tôi nghĩ, 'Điều gì sẽ xảy ra nếu người chơi có thể làm điều đó với chính đối thủ của họ?'"
Fatality đầu tiên họ làm là Johnny Cage (nhân vật duy nhất được tạo ra cho trò chơi vào thời điểm đó) sẽ đấm bay đầu đối thủ, được tạo ra bởi Daniel Pesina và Boon thực hiện. Tobias và cựu lập trình viên của Midway Games là Mark Turmell nói rằng ban đầu, không ai ở Midway mong đợi người chơi sẽ tìm thấy tính năng Fatality trong trò chơi. Tobias nói: "Khi chúng tôi xem các game thủ phản ứng với Fatality, chúng tôi biết rằng không có lựa chọn nào khác ngoài việc cung cấp cho họ nhiều hơn nữa."

## Các biến thể
Những trò chơi trong loạt cũng có các loại Fatality và Finisher khác nhau: